# دونلی (مینه‌سوتا)
دونلی، مینه‌سوتا (به انگلیسی: Donnelly, Minnesota) یک شهر در ایالات متحده آمریکا است که در مینه‌سوتا واقع شده‌است.

## خصوصیات
دونلی ۷٫۹۸ کیلومترمربع مساحت و ۲۴۱ نفر جمعیت دارد و ۳۴۴ متر بالاتر از سطح دریا واقع شده‌است.